# Zoe Aldcroft
Zoe Rosalind Aldcroft (* 19. November 1996) ist eine englische Rugby-Union-Spielerin. Sie spielt auf der Position der Zweite-Reihe-Stürmerin für den englischen Club Gloucester-Hartpury und die Englische Rugby-Union-Nationalmannschaft. Sie wurde 2021 von World Rugby mit dem Preis als beste Spielerin des Jahres ausgezeichnet.

## Nationalmannschaft
Aldcroft debütierte für die Englische Nationalmannschaft im Juli 2016 gegen Frankreich. Sie kam erst für die letzten 4 Minuten aufs Feld und erzielte dennoch den entscheidenden Versuch für ihre Mannschaft.
Im Januar 2019 unterschrieb sie als eine der Ersten einen Vollzeitvertrag mit der Rugby Football Union.
Aufgrund einer Verletzung verpasste sie die Six Nations 2019, stand aber für die 2019 Super Series in San Diego wieder auf dem Platz. Für die Six Nations 2020 wurde sie erneut in die Nationalmannschaft berufen. Das Team gewann das Turnier mit Grand Slam. Ende des Jahres wurde sie von der Rugby Players’ Association zur Spielerin des Jahres gewählt.
Im April 2021 wurde sie als Spielerin des Turniers der Six Nations nominiert. Verlor allerdings gegen ihre Landsfrau Poppy Cleall.
Aldcroft startete alle der acht Spiele ihrer Nationalmannschaft im Jahr 2021. Darunter auch die Spiele der Six Nations, die England zum dritten Mal in Folge gewinnen konnten und damit ihre Gewinnserie aus 18 Spielen weiter ausbauten. An ihrem 25. Geburtstag, lief sie erstmals als Kapitänin ihrer Nationalmannschaft auf und führte ihr Team dabei zu einem 89:0-Sieg gegen die USA.
Am 10. Dezember 2021 wurde Zoe Aldcroft von World Rugby mit dem Preis als beste 15er Spielerin des Jahres ausgezeichnet.
Im Sommer 2022 wurde sie in den Kader für die Rugby-Weltmeisterschaft in Neuseeland berufen. Das Team belegte den zweiten Platz.
Im Januar 2025 wurde sie von John Mitchell zur Kapitänin für die anstehenden Six Nations ernannt. Sie ersetzte damit die langjährig erfolgreiche Marlie Packer. Juli 2025 wurde sie in den Kader für die Rugby-Weltmeisterschaft 2025 in England berufen, erneut als Kapitänin.

## Im Club
Als Studentin am Hartpury College, unterschrieb Aldcroft einen Vertrag beim Erstligisten Gloucester-Hartpury für die Saison 2017–18. Sie verpasste einen Großteil der Saison aufgrund einer Verletzung ihres Knöchelns. Für die folgende Saison kehrte sie als Kapitänin zu ihrem Verein zurück.

## Jugend und Ausbildung
Aldcroft lernte das Rugby Spielen in Scarborough, als sie 9 Jahre alt war. In ihrer Jugend spielte sie außerdem Netball und studierte, bis sie 15 Jahre alt war, Tanz und Ballett. Aldcroft schrieb dieser vielseitigen Ausbildung einige ihrer einzigartigen Fähigkeiten zu, die sie mit aufs Rugby Feld bringt.
Sie war Teil der England U18 Siebener Auswahl, die in Schweden Europameister wurden. Sie machte ihren Schulabschluss an der Scalby School, bevor sie ihr Studium in Sportwissenschaften am Hartpury College begann.
Ihr Glücksbringer ist eine selbstgestrickte Puppe des englischen Rugby Stars Jonny Wilkinson, die sie zu jedem Spiel mitbringt.

## Leben neben dem Rugby
Zoe Aldcroft war neben anderen Sportgrößen wie Sam Quek, Ugo Monye und Andros Townsend Teil der Serie A Question of Sport (Staffel 52 Episode 3).